# ألفرد بي سميث
ألفرد بي سميث (بالإنجليزية: Alfred P. Smyth)‏ هو مؤرخ بريطاني، ولد في 1 يوليو 1942، وتوفي في 16 أكتوبر 2016.